# Geococcus lawrencei
Geococcus lawrencei är en insektsart som beskrevs av Williams 1969. Geococcus lawrencei ingår i släktet Geococcus och familjen ullsköldlöss. Inga underarter finns listade i Catalogue of Life.